# Сергіївка (Красноярузький район)
Сергіївка (рос. Сергиевка) — село у Красноярузькому районі Бєлгородської області Російської Федерації.
Населення становить 331 особу. Входить до складу муніципального утворення Сергіївське сільське поселення.

## Історія
Населений пункт розташований у східній частині української суцільної етнічної території — східній Слобожанщині.
Згідно із законом від 20 грудня 2004 року № 159 від 20 грудня 2004 року органом місцевого самоврядування є Сергіївське сільське поселення.

## Населення
| 2002 | 2010 |
| ---- | ---- |
| 320  | ↗331 |